# São José do Herval
São José do Herval este un oraș în Rio Grande do Sul (RS), Brazilia.